# Gangadahosahalli, Heggadadevankote
Gangadahosahalli là một làng thuộc tehsil Heggadadevankote, huyện Mysore, bang Karnataka, Ấn Độ.